# Cameron Monaghan

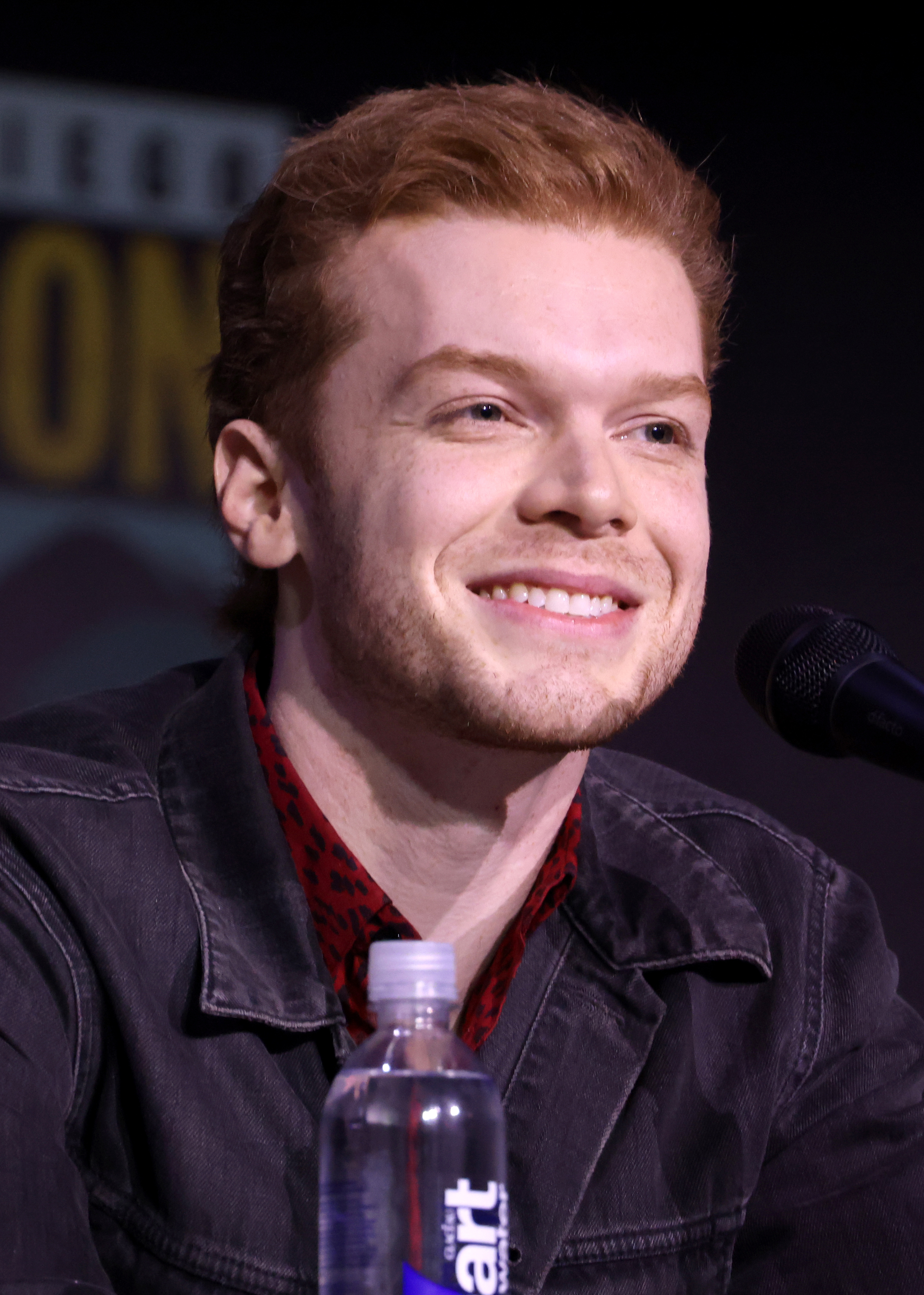
Cameron Monaghan (2025)

Cameron Riley Monaghan (* 16. August 1993 in Santa Monica, Kalifornien) ist ein US-amerikanischer Schauspieler.

## Leben
Nach ersten Auftritten in Werbespots und Theaterstücken hatte Cameron Monaghan 2003 sein Debüt als Fernsehschauspieler in der Fernsehadaption des Musicals The Music Man. Dies brachte ihm direkt eine Nominierung für den Young Artist Award ein, den er im Folgenjahr aufgrund seiner darstellerischen Leistung in der Rolle des Chad in Malcolm mittendrin erstmals verliehen bekam. Seine Premiere als Kinoschauspieler feierte er 2006 mit einer Nebenrolle an der Seite von Adam Sandler in Klick. 2007 war er erstmals als Bob Andrews in Florian Baxmeyers Kinofilm Die drei ??? – Das Geheimnis der Geisterinsel zu sehen. Diese Rolle übernahm er auch 2009 in dessen Fortsetzung Die drei ??? – Das verfluchte Schloss. Von 2011 bis 2021 spielte Monaghan in der amerikanischen Fernsehserie Shameless Ian Gallagher. 2014 übernahm er eine größere Rolle in der Verfilmung des Jugendbuchs Vampire Academy: Blutsschwestern von Richelle Mead sowie in Hüter der Erinnerung – The Giver. In der Fernsehserie Gotham spielt er die Bösewichte Jerome und Jeremiah Valeska.
In dem vom Studio Respawn Entertainment entwickelten Computerspiel Star Wars Jedi: Fallen Order übernahm Monaghan die Rolle des Jedi-Padawan Cal Kestis, welcher vom Spieler gesteuert wird. Diesen verkörperte er auch in der Fortsetzung Star Wars Jedi: Survivor.

## Filmografie (Auswahl)

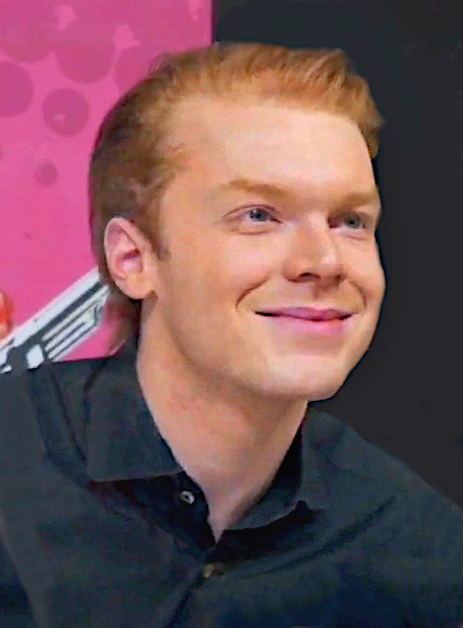
Monaghan im Jahr 2022

### Serien
- 2004–2005: Malcolm mittendrin (Malcolm in the Middle, 6 Episoden)
- 2005–2006: Neds ultimativer Schulwahnsinn (Ned’s Declassified School Survival Guide, 3 Episoden)
- 2005: Nemesis – Der Angriff (Threshold, Episode 1x03)
- 2005: Avatar – Der Herr der Elemente (Avatar: The Last Airbender, Episode 1x14, Stimme)
- 2006: Criminal Minds (Episode 2x06)
- 2009: Numbers – Die Logik des Verbrechens (NUMB3RS, Episode 5x12)
- 2009: Monk (Episode 8x01)
- 2009: The Mentalist (Episode 1x22)
- 2009: Fringe – Grenzfälle des FBI (Fringe, Episode 2x07)
- 2009: Three Rivers Medical Center (Three Rivers, Episode 1x01)
- 2010: The Glades (Episode 1x08)
- 2011: Navy CIS (NCIS, Episode 8x18)
- 2011: Rizzoli & Isles (Episode 2x05)
- 2011–2021: Shameless (120 Episoden)
- 2012: Law & Order: Special Victims Unit (Episode 13x13)
- 2015–2019: Gotham (20 Episoden)
- 2016: Mercy Street (5 Episoden)
- 2017: Son of Zorn (Episode 1x04)

### Filme
- 2003: The Music Man (Fernsehadaption des gleichnamigen Musicals The Music Man)
- 2005: Desperate Hippies
- 2006: Klick
- 2006: Santa Clause 3 – Eine frostige Bescherung (The Santa Clause 3: The Escape Clause)
- 2007: Die drei ??? – Das Geheimnis der Geisterinsel (The Three Investigators and the Secret of Skeleton Island)
- 2009: Die drei ??? – Das verfluchte Schloss (The Three Investigators and the Secret of Terror Castle)
- 2010: Prom – Die Nacht deines Lebens (Prom)
- 2014: Vampire Academy
- 2014: Jamie Marks Is Dead
- 2014: Hüter der Erinnerung – The Giver (The Giver)
- 2014: Mall: Wrong Time, Wrong Place (Mall)
- 2017: Amityville: The Awakening
- 2022: Shattered – Gefährliche Affäre (Shattered)
- 2022: Paradise Highway

## Videospiele
- 2019: Star Wars Jedi: Fallen Order
- 2023: Star Wars Jedi: Survivor

## Auszeichnungen und Nominierungen
Critics’ Choice Television Awards
- 2015: Nominierung in der Kategorie „Bester Nebendarsteller in einer Dramaserie“ für Shameless

Teen Choice Awards
- 2016: Nominierung in der Kategorie „Choice TV Villain“ für Gotham
- 2019: Choice TV Villain für Gotham[2]

Young Artist Awards
- 2004: Nominierung in der Kategorie „Bester Nebendarsteller in einem Fernsehfilm, Miniserie oder Special“ für The Music Man[3]
- 2005: Bester wiederkehrender Schauspieler in einer Fernsehserie für Malcolm mittendrin[4]
- 2006: Nominierung in der Kategorie „Bester Gastdarsteller in einer Fernsehserie (Comedy oder Drama)“ für Neds ultimativer Schulwahnsinn
- 2012: Nominierung in der Kategorie „Bester Gastdarsteller in einer Fernsehserie – zwischen 18 und 21 Jahren“ für Rizzoli & Isles